# Armaan Ebrahim
Armaan Ebrahim (Chenai, 17 de Maio de 1989) é um automobilista indiano. É filho do indiano ex-campeão de F3 Akbar Ebrahim.

## Carreira
Ebrahim iniciou a sua carreira no Karting e tornou-se campeão de Fórmula LGB em 2004. Mais tarde foi para a Fórmula BMW Ásia, na época de 2005. Durante este ano representou também a A1GP Team Índia no campeonato A1 Grand Prix, pilotando em 6 corridas, antes de sair devido a falta de fundos. Armaan Ebrahim continuou a correr durante o Verão no Reino Unido, correndo no campeonato do Reino Unido de Fórmula Renault, uma das mais competitivas fórmulas de promoção existente. Devido a ter mostrado ser bastante promissor nas corridas que fez na A1 Grand Prix e com as suas performances no Reino Unido durante o Verão, foi escolhido para pilotar para a A1GP Team Índia na época 2006-2007 no A1 Grand Prix.
O piloto também correu com a DPR nas GP2 Asia Series em 2008.

## Registo nasGP2 Asia Series
(Corridas a negrito indicam a pole position) (Corridas a itálico indicam a volta mais rápida)
| Ano  | Equipa             | 1          | 2           | 3           | 4         | 5           | 6          | 7          | 8          | 9          | 10          | DC  | Pontos |
| ---- | ------------------ | ---------- | ----------- | ----------- | --------- | ----------- | ---------- | ---------- | ---------- | ---------- | ----------- | --- | ------ |
| 2008 | David Price Racing | UAE FEA 21 | UAE SPR Ret | IND FEA Ret | IND SPR 9 | MAL FEA Ret | MAL SPR 19 | BAR FEA 13 | BAR SPR 16 | UAE FEA 19 | UAE SPR Ret | 26º | 0      |

## Fórmula 2 FIA
A 12 de Dezembro de 2008 Armaan Ebrahim foi anunciado como o primeiro asiático para correr na rebaptizada Fórmula 2 FIA em 2009.

### Registo naFórmula 2 FIA
| Ano  | Equipa | Vitórias | Pódios | Voltas mais rápidas | Lugar Final |
| ---- | ------ | -------- | ------ | ------------------- | ----------- |
| 2009 |        |          |        |                     |             |

## Idioma Wikipédia original
Wikipédia Inglesa